# Nu Flow
Nu Flow é o single de estreia do grupo Big Brovaz. Foi o primeiro single de seu álbum de estúdio Nu-Flow, lançado no final de 2002.
Nu Flo foi um enorme sucesso no Reino Unido, atingindo um máximo de número três no UK Singles Chart e tornando-se um dos mais bem sucedidos do Reino Unido da música hip hop, o grupo passou quatro meses e meio dentro do top do Reino Unido em setenta e cinco. O single também foi um enorme sucesso na Austrália, onde também alcançou a posição número três e era a sua joint-maior repicando atingido com "coisas favoritas". Na Austrália, a canção foi certificado em Platina. O acompanhamento para a música o videoclipe foi dirigido por Vaughan Arnell.

## Faixas
UK CD 1
1. "Flow Nu" (original clean radio edit)
2. "Flow Nu" (Blacksmith club rub)
3. "Flow Nu" (Shy FX & T-Power remix)
4. "Flow Nu" (videoclipe)

UK CD 2
1. "Nu Flow" (original explicit album version)
2. "Nu Flow" (Marley Marl main mix)
3. "Nu Flow" (Fusion remix)